# Insurgencia en Gorno-Badakhshan
La insurgencia en la región de Gorno-Badakhshan en Tayikistán de 2010 a 2015 fue un conflicto armado entre el Ejército Tayiko y militantes islamistas, dirigidos por numerosos líderes de la Guerra Civil Tayika. El conflicto evolucionó en 2010 y alcanzó su clímax en 2012, con la derrota 
de las principales fuerzas rebeldes. Otros incidentes tuvieron lugar en septiembre de 2015, cuando el ex viceministro de Defensa Abduhalim Nazarzoda lideró un levantamiento armado, sospechoso de tener vínculos con el Partido del Renacimiento Islámico.

## Insurgencia

### Ofensiva del valle del Rasht en 2010
El 19 de septiembre, más de 25 soldados tayikos murieron en una emboscada de presuntos combatientes islamistas, aliados con el Movimiento Islámico de Uzbekistán. Los soldados formaban parte de un convoy de 75 hombres que se desplazaba por el valle de Rasht, en el este de Tayikistán. Cayeron en una emboscada cuando buscaban a miembros del Movimiento Islámico de Uzbekistán que se habían fugado de una prisión de Dushanbé el 25 de agosto. La columna militar fue emboscada por hombres armados hacia el mediodía, hora local, cuando atravesaba el montañoso valle de Rasht, a unos 250 km al este de la capital. La columna sufrió fuego intenso de ametralladoras y lanzagranadas, en las montañas desde arriba. Los primeros informes indicaban que habían muerto 40 soldados, pero el ministro de Defensa tayiko lo desmintió. Entre los muertos había cinco oficiales tayikos. Ninguno de los atacantes resultó muerto o herido.

El 4 de octubre, cinco soldados tayikos junto con dos insurgentes murieron durante una operación militar en Valle del Rasht. El incidente se produjo cuando un vehículo fue detenido en un puesto de control militar en la carretera entre Jarm y Dushanbe. Cuando los soldados se acercaron al coche, los pistoleros abrieron fuego matando a cinco de ellos e hiriendo a otros tres. Los soldados contraatacaron abriendo fuego contra el vehículo, matando a los dos atacantes. Entre los muertos había un oficial tayiko de alto rango. Mientras tanto, en un escondite islamista abandonado se descubrieron decenas de alijos de armas pesadas, incluidos lanzagranadas, así como alimentos y medicamentos. Se establecieron doce puestos de control militar en las carreteras que conducen de la región administrada de Rasht a la capital Dushanbe.
El 7 de octubre, 28 militares de la Guardia Nacional Presidencial murieron al estrellarse su helicóptero de la Guardia Nacional Tayika durante una operación en el valle de Rasht, cerca de las localidades de Ezgand y Tavildara. El helicóptero quedó atrapado en los cables de alta tensión y se estrelló al intentar aterrizar, sin dejar supervivientes. El helicóptero transportaba militares de la capital, Dushanbe, al valle del Rasht para participar en la operación.
Ese mismo día, otros 6 soldados murieron en otro incidente provocado por la explosión accidental de una mina.
El 18 de octubre, tres presuntos insurgentes fueron abatidos por soldados tayikos en las afueras de Garm, situada cerca de la frontera afgana, durante una operación militar.
El 1 de diciembre, unos hombres armados mataron a tiros a 3 soldados tayikos en la aldea de Dulona-Maidon, en la región de Buljuvon, a 150 kilómetros al sureste de Dushanbé.
El 27 de diciembre, 2 soldados tayikos murieron cuando un grupo de treinta islamistas intentó entrar en Tayikistán desde la frontera afgana. Tras tres horas de lucha, llegó un helicóptero de combate, que abrió fuego contra los intrusos obligándoles a retirarse hacia Afganistán. Los residentes locales dijeron que tres soldados tayikos murieron, dos de ellos víctimas del fuego amigo del helicóptero. Sin embargo, el ejército tayiko afirma que nadie murió por fuego amigo. En el ataque también murieron varios islamistas.

### 2011
El 4 de enero, las autoridades tayikas afirmaron que Alovuddin Davlatov había muerto junto con otros siete insurgentes cuando las fuerzas de seguridad tayikas lanzaron una operación especial conjunta contra su escondite en la localidad de Runob.
El 14 de abril, el mulá Abdullah, uno de los principales comandantes de la oposición, y otros diez islamistas fueron abatidos por soldados tayikos durante una operación de búsqueda de militantes en la aldea de Samsolid, a 135 kilómetros al este de Dushanbé.

### 2012
El 21 de julio, el jefe de la agencia de inteligencia tayika fue asesinado por insurgentes en la ciudad de Ishkashim. El 25 de julio, el gobierno tayiko lanzó una operación militar conjunta en la ciudad de Khorog con el objetivo de capturar a Tolib Ayombekov, presunto autor del asesinato del 21 de julio y de la emboscada del 19 de septiembre. Más de 800 soldados tayikos y varios helicópteros de combate participaron en la operación, que duró un día, hasta que el 25 el presidente tayiko Emomali Rahmon detuvo todas las operaciones inmediatas en la zona. Al final del día, murieron más de 20 soldados tayikos y hubo un número incontable de heridos. Se desconoce el número exacto de militantes y civiles muertos, pero fuentes militares afirmaron que murieron más de 30 insurgentes junto con 30 civiles. La operación se consideró un éxito y Ayombekov y su ejército se entregaron a las autoridades tayikas en agosto.

### 2015
En 2015, los enfrentamientos masivos con rebeldes sospechosos de tener vínculos con el Partido del Renacimiento Islámico de Tayikistán se saldaron con 47 muertos.